# Conyers
Conyers is een plaats (city) in de Amerikaanse staat Georgia, en valt bestuurlijk gezien onder Rockdale County.

## Demografie
Bij de volkstelling in 2000 werd het aantal inwoners vastgesteld op 10.689.
In 2006 is het aantal inwoners door het United States Census Bureau geschat op 12.529, een stijging van 1840 (17.2%).

## Geografie
Volgens het United States Census Bureau beslaat de plaats een oppervlakte van
30,9 km², waarvan 30,5 km² land en 0,4 km² water. Conyers ligt op ongeveer 274 m boven zeeniveau.

## Plaatsen in de nabije omgeving
De onderstaande figuur toont nabijgelegen plaatsen in een straal van 16 km rond Conyers.

## Geboren in Conyers
- Holly Hunter (1958), actrice
- Teddy Swims (1992), singer songwriter
- Dakota Fanning (1994), actrice
- Elle Fanning (1998), actrice